# دير القديس برثولماوس

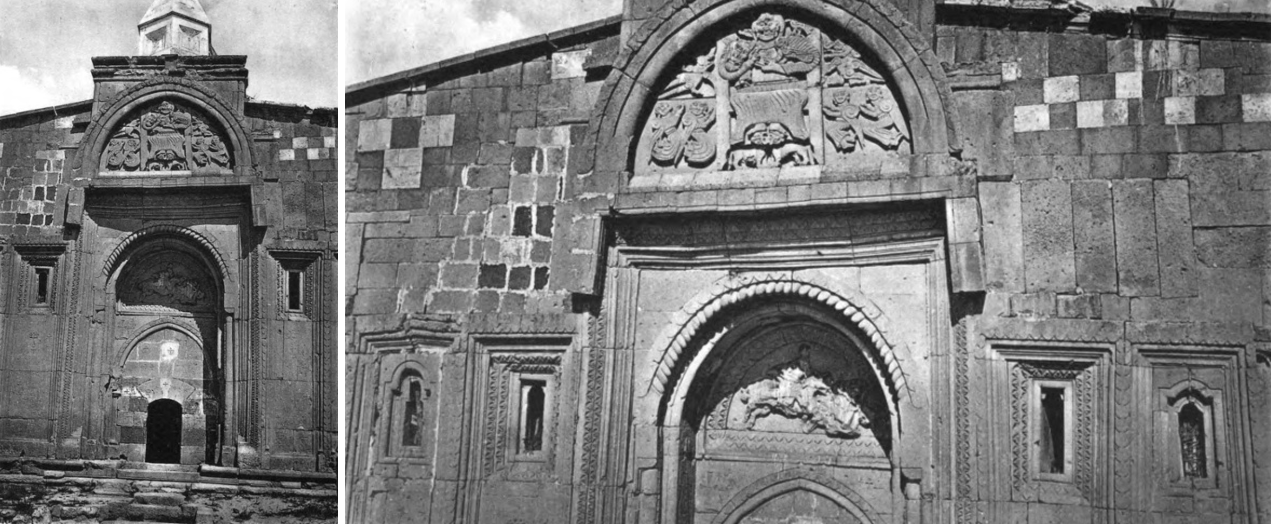
البوابة

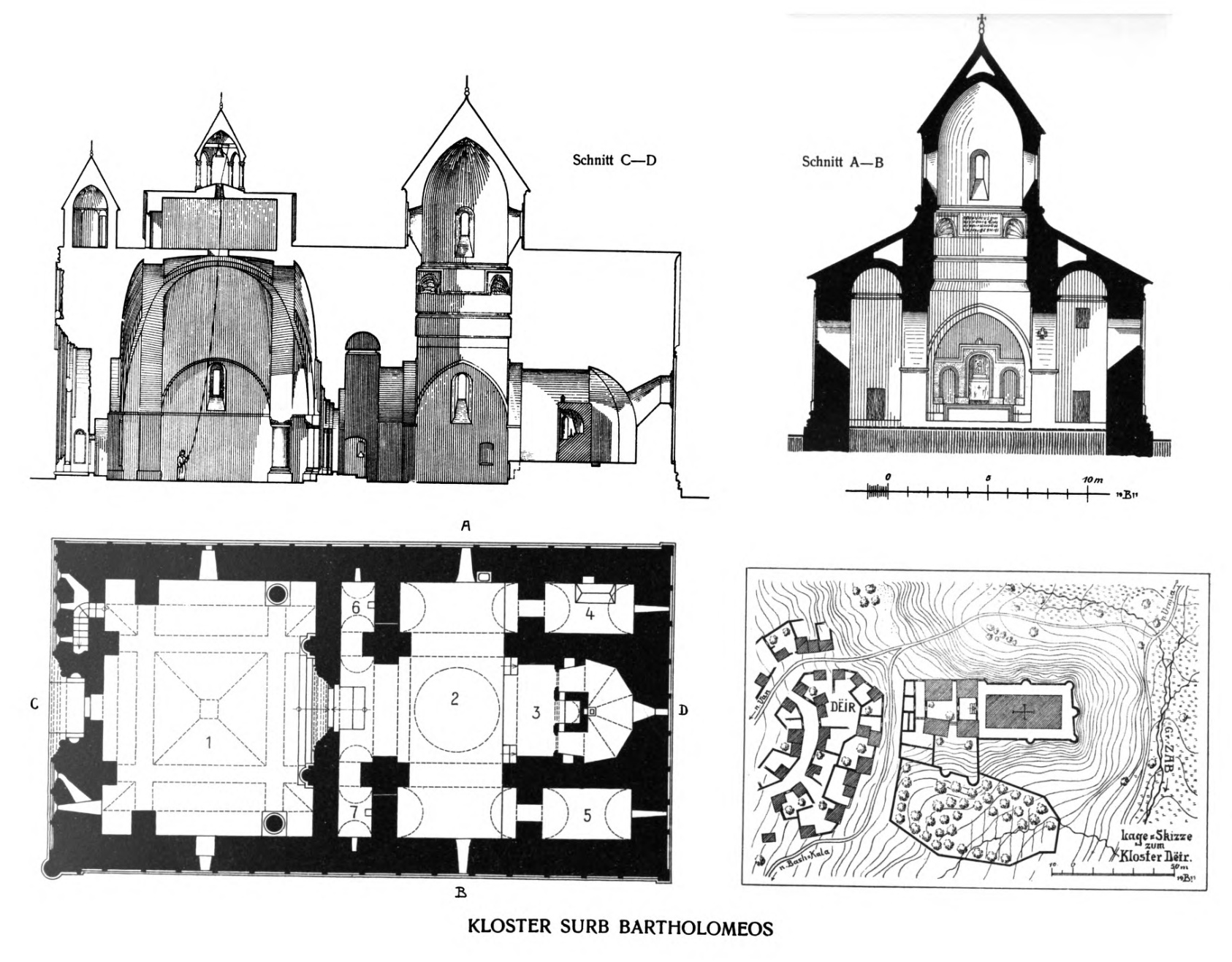
التخطيط والمقطع العرضي بقلم باخمان

دير القديس برثولماوس (بالأرمنية: Սուրբ Բարդուղիմեոսի վանք) هو دير أرمني يقع في ولاية (واسبونور) التأريخية 23 كلم  شمال شرق مدينة باش قلعة، في الوقت الحاضر محافظة وان، تركيا قرب الحدود الإيرانية. بني الدير في موقع إستشهاد القديس برثولماوس أحد تلاميذ المسيح الذي بشر بالمسيحية مع رفيقه تداوس ويعتبران شفيعي أرمينيا. كان الدير مزاراً أرمنياً بارزاً قبل مذابح الأرمن. وهو الآن مخرب إلى حد كبير وقبته مدمرة كلياً.

## التأريخ

### التأريخ المبكر
طبقاً للحكايات الشعبية فإن الملك «ساناتراك» أحد ملوك السلالة الأرشكية بنى الدير في القرن الأول الميلادي على قبر برثولماوس الذي شفاه من مرض الجذام. بينما تشير مصادر أخرى إلى إن الدير بُني في القرن الرابع  أو السادس الميلادي. على أي حال فإن أول ذكر للدير ورد في القرن الثالث عشر، حينما بُني على الأرجح في ذلك التاريخ. كتب هامبكين إن الدير بُني في القرن الثالث عشر مقابل كنيسة أقدم منه. ويرى المؤرخ الأرمني مراد هازريان إن الدير بني في القرن الثالث عشر على أساس دير قديم متهدم.
بلغ الدير مكانة مرموقة خلال القرن الرابع عشر. حيث نسخ الكتاب المقدس في الدير أول مرة عام 1339م، ونسخ للمرة الثانية عام 1487، ومرة ثالثة عام 1490. وكان الدير واحد من الأديرة الأرمنية الرئيسية في القرون الوسطى.

### الأزمنة الحديثة
عام 1647 شكل الدير مع دير فارغافانك المجاور جماعة مصليين واحدة. أعاد الأب كرياكوس ترميم الدير عام 1651. عام 1751 دمر زلزال القبة وقوض الأسوار وأعيد ترميم القبة بين عامي 1755-1760.
في النصف الثاني من القرن التاسع عشر أفتتحت مدرسة في الدير. تعرضت قبة الدير للتخريب عام 1860 وأعيد ترميمها عام 1878. وفي أواخر القرن التاسع عشر أصبح الدير مقراً لابرشية تغطي مناطق شاسعة تضم مناطق آغاباك، غافر، جيلميرك، سلماست وأرومية. وهذه المناطق تحوي مايقرب من مئة قرية ومساحات شاسعة من المراعي والحقول والغابات. وكان الدير مزار بارز للحجاج الأرمن.

## العمارة
يقع قبر القديس برثولماوس في غرفة المقدسات في القسم الشمالي.ونقش على القبر كتابة باللغة الأرمنية "«Այս է տապան հանգստեան սբ. Բարդուղիմէոսի սրբազան առաքելոյ առաջին լուսաւորչին Հայաստանեաց աշխարհի»" «هذا المقام لراحة الحواري المقدس القديس برثولماوس (الذي كان أول من نور أرمينيا)».
والدير مصمم على الطراز الأرمني حيث يوجد مدخل وتعلوه قبة مضلعة تنتهي بسقف مخروطي كما يحتوي الدير على برج الجرس وهو مضلع وتعلوه قبة مخروطية الشكل أيضاً.
وواجهة الدير مزينة بالنقوش. للدير بوابة كبيرة منقوش عليها نحت يصور القديس برثولماوس وهو راكب حصان ويقتل تنيناً وأعلى البوابة يوجد نحت على الحجر يمثل الثالوث المقدس.تعتبر البوابة مع النقوش التي عليها من أروع أمثلة الفن الأرمني.

## التدمير والحالة الحالية

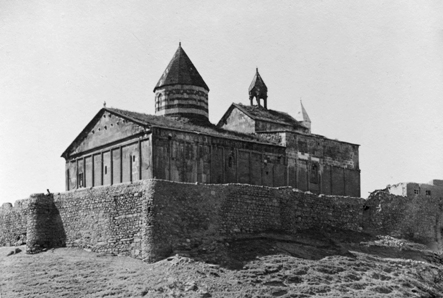
الدير أوائل القرن العشرين

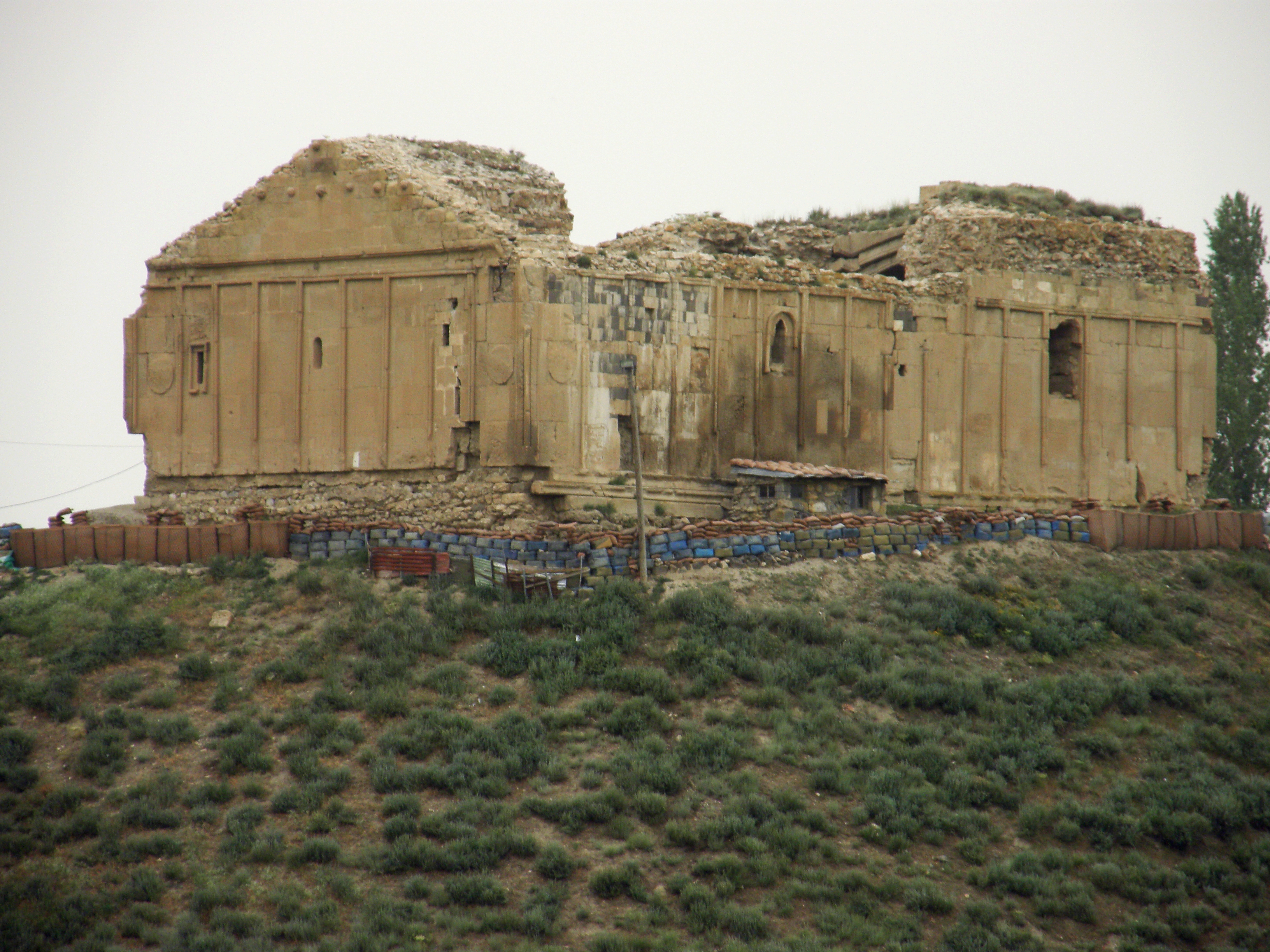
بقايا الدير عام 2009

هجر الدير عام 1915 خلال المذابح الأرمنية. وبقيت قبة الدير على حالتها الأصلية حتى أوائل عقد 1960، لكن البناء الآن متضرر بشدة والقبة قد تدمرت كلياً. وتتضارب الروايات حول سبب دمار القبة ف معهد ومتحف المذابح الأرمنية يقول إن سبب دمار القبة هو تفجيرها من جانب الجيش التركي. بينما يعتقد الأثاري الأرمني مراد هازريان إن سبب دمار القبة هو زلزال ضرب المنطقة عام 1966.
عام 1990 كان الدير تحت سيطرة قسم شرطة العمليات الخاصة التركية التي أقامت قاعدة لها حول الدير. بسبب التمرد الكردي في جنوب شرق تركيا. طبقاً لمعهد ومتحف المذابح الأرمنية فإن السلطات التركية تمنع بصرامة تصوير الدير أو الاقتراب منه وتفرض إجرائات أمنية مشددة حول منطقة الدير. وبقى الدير محظور على الزائرين حتى عام 2013. حينما نقل مركز الشرطة إلى مكان آخر. بعد إتفاق وقف إطلاق النار بين الحكومة التركية وحزب العمال الكردستاني. وتحولت ملكية المكان إلى وزارة الثقافة التركية.
عام 2013 زار محافظ محافظة وان الدير وآمر بترميم الدير. حتى الآن (عام 2015) لم تتخذ السلطات التركية أي إجرائات لترميم الدير أو لمنعه من الانهيار.

## إشارات ثقافية
ورد ذكر الدير في رواية جلال الدين للمؤلف الأرمني «رافي» حيث وصف الدير وموقعه بالتفصيل.

## اقرأ أيضاً
- دير القديس تداوس
- دير القديس إستبانوس
- المسيحية في تركيا

## إشارات
1. ↑  Bachmann 1913، صفحة 123.
2. ↑  Sinclair، Thomas A. (1989). Eastern Turkey: An Architectural & Archaeological Survey, Volume I. Pindar Press. ص. 177. ISBN:978-0-907132-32-5. مؤرشف من الأصل في 2016-04-14. اطلع عليه بتاريخ 2015-02-14. ...the monastery of St. Bartholomew at the village of Albayrak.
3. 1 2 3  "Armenian St. Bartholomew Monastery again accessible to visitors". Today's Zaman. 9 يوليو 2013. مؤرشف من الأصل في 2016-03-04.
4. 1 2  Bachmann 1913، صفحة 121.
5. 1 2 3 4 5  Dakika, Son (26 Aug 2014). "Aziz Bartholomeos Manastırı restorasyon bekliyor". haber.sat7turk.com (بالتركية). SAT-7 TÜRK. Archived from the original on 2018-01-14.
6. 1 2  Zarian, A. (1976). "Բարդուղիմեոսի վանք [Bartholomew Monastery]". الموسوعة السوفيتية الأرمينية Volume 2 (بالأرمنية). Yerevan: Armenian Encyclopedia. p. 314–5.
7. 1 2 3 4 5 6 7 8 9 10 11  Hasratyan, Murad (2002). "Աղբակի Ս. Բարդուղիմեոս վանք [S. Bartholomew monastery of Aghbak]". "Christian Armenia" Encyclopedia (بالأرمنية). Institute for Armenian Studies of جامعة يريفان الحكومية. Archived from the original on 2014-12-14.
8. 1 2  Hampikian، Nairy (2000). "The Architectural Heritage of Vaspurakan". في ريتشارد هوفانيسيان (المحرر). Armenian Van/Vaspurakan. Costa Mesa, California: Mazda Publishers. ص. 102. ISBN:1-56859-130-6. The Church of Surb Bartoghomeos (Saint Bartholomew), founded in the sixth century, has a hall added in front of its entrance in the thirteenth century. […] Two columns and six pillars set against the internal walls of the hall carry four crossing arches which create the base for the covering of the hall. This method is nothing but another variation of the small side niches of Surb Khach in Aghtamar.
9. ↑  Melton، J. Gordon (2011). "Bartholomew's Day, Saint (August 24)". Religious Celebrations: An Encyclopedia of Holidays, Festivals, Solemn Observances, and Spiritual Commemorations Volume 1: An Encyclopedia of Holidays, Festivals, Solemn Observances, and Spiritual Commemorations. Santa Barbara, California: أي بي سي-كليو. ص. 104–106. ISBN:978-1-59884-205-0. مؤرشف من الأصل في 2016-04-07. اطلع عليه بتاريخ 2015-02-14.
10. ↑  Hakobyan، Tadevos (1987). "Ադամակերտ [Adamakert]". Պատմական Հայաստանի քաղաքները [Cities of historic Armenia]. Yerevan: Hayastan. ص. 25. Ադամակերտի համար մշակութային առումով կարևոր նշանակություն է ունեցել ս. Բարդուղիմեոսի վանքը, որը գտնվում է 21—22 կմ հեռավորության վրա և մեծ դեր է խաղացել միջնադարյան Հայաստանի մտավոր կյանքում ընդհանրապես։
11. ↑  "The condition of the Armenian historical monuments in Turkey". Research on Armenian Architecture. مؤرشف من الأصل في 2014-12-13. The monastery of St. Bartholomew, erected in the site of the apostle's martyrdom, Aghbak District, Vaspurakan Province, Metz Hayk, and considered one of the most important pilgrimage sites of the Armenian people and the Christian world, was blasted.
12. 1 2  "Apostle Bartholomew's burial site still is a restricted area". genocide-museum.am. تسيتسيرناكابيرد. 2 يوليو 2009. مؤرشف من الأصل في 2014-12-14.
13. ↑  "Armenian St. Bartholomew Monastery now accessible to visitors". PanARMENIAN.Net. 11 يوليو 2013. مؤرشف من الأصل في 2015-09-24.
14. ↑  "Armenian Surb Bardughimeos church to be restored in Turkey (photo)". news.am. 14 يوليو 2011. مؤرشف من الأصل في 2014-12-14.
15. ↑  "Van Başkale Aziz Bartholomeos kilisesi restore edilecek". Hristiyan Gazete (بالتركية). 11 Jul 2011. Archived from the original on 2015-01-01.
16. ↑  "Van Başkale Aziz Bartholomeos kilisesi askeri alandan çıkarılmalı". Hristiyan Gazete (بالتركية). 17 Aug 2011. Archived from the original on 2015-01-01.

## قائمة المراجع
- Bachmann، Walter [بالألمانية] (1913). Kirchen und moscheen in Armenien und Kurdistan [Churches and mosques in Armenia and Kurdistan]. Leipzig: J. C. Hinrichs. مؤرشف من الأصل في 2019-04-25.

## وصلات خارجية
- Images of Saint Bartholomew Monastery نسخة محفوظة 14 فبراير 2015 على موقع واي باك مشين. at the Rensselaer Polytechnic Institute